# Rumunia w późnym średniowieczu

## Pierwsze quasi-państwa
Pierwsze państwa na terenach dzisiejszej Rumunii powstały jako wspólnoty wiejskie, jednoczące się w celach obronnych i handlowych. Miały charakter rolniczy, tzn. utrzymywały się z uprawy ziemi. Nazywane były țări (państwo – królestwo, od łac. terra – ziemia). Zarządzane były przez kniaziów (rum. cneaz) lub sędziów (rum. jude, od łac. iudex). Historycy naliczyli ok. dwudziestu țări na terenach dzisiejszej Rumunii i Mołdawii.
Jedno z nich wysłało nawet swoich przedstawicieli na drugi Sobór Lyoński w 1274 roku. W swoim traktacie geograficznym, zatytułowanym Descriptio Moldaviae (wydanym w 1716 r.), Dymitr Kantemir (1673–1723) podał nazwy tych przedpaństwowych jednostek: Tigheci, Kimpolung i Vrancea, które przetrwały jako nazwy geograficzne do czasów Kantemira.
Niektóre ze wspólnot wiejskich płaciły haracze różnym napływowym, koczowniczym plemionom (Pieczyngowie, Połowcy), których wodzowie usiłowali przejściowo tworzyć swoje królestwa na ich terenach. Opisywane powyżej stosunki polityczno-gospodarcze były typowe dla większości terenów ówczesnej Europy południowej, centralnej i wschodniej.
Badania archeologiczne wskazują skłonność ówczesnej ludności do zamieszkiwania wokół niewielkich fortec (rum. codri), budowanych z ziemi, kamienia i drewna. Stanowiły one schronienie dla mieszkańców w razie inwazji nieprzyjaciela lub wojny (Codrii Cosminului, Codrii Orheiului, Codrii Lăpusnei, Codrii Crasnei, Codrii Caprianei, Codrii Vlăsiei, i in.).
Od początku X wieku bizantyjskie, słowiańskie, węgierskie, zachodnioeuropejskie, a nawet orientalne źródła wspominają o wołoskich państewkach.
W tym okresie nastąpił gwałtowny rozwój rolnictwa i handu. W 1261 roku Bizancjum nadało Genui pełnię praw handlowych dla obszaru Morza Czarnego. Porty na Dunaju i Dniestrze, jak Kilia czy Białogród (rum. Cetatea Albă) były wówczas ważnymi ośrodkami handlowymi, co zostało odnotowane przez genueńskiego kronikarza Antonio de Podenzolo.
Większość ţări rozpadła się w wyniku podbicia przez sąsiadów lub po śmierci przywódcy.

## Transylwania, Wołoszczyzna i Mołdawia
W połowie XIII wieku, ziemie na południe i wschód od Karpat popadły w krótkotrwałą zależność od Mongołów. W tym samym czasie duże księstwa Mołdawii i Wołoszczyzny nawiązały stosunki dyplomatyczne z Bizancjum i Państwem Papieskim. Transylwania (Siedmiogród) była wówczas częścią autonomiczną Królestwa Węgier. Król Węgier nie był księciem lub wojewodą Transylwanii i vice versa, do czasu Macieja Korwina, który jako pierwszy połączył oba stanowiska.

### Transylwania
Anonimowa kronika Gesta Hungarorum wspomina Menumoruta, Geloua i Glada jako władców lokalnych państewek w Transylwanii i Banacie. Vita Sancti Gerardi wspomina o Ahtumie, potomku Glada.
W 1003 roku król węgierski Stefan I poprowadził swe wojska do Transylwanii – w wyprawie przeciwko lokalnemu władcy o imieniu Gyula (Geula, Gyyla czy Jula). W XI i XII wieku Królestwo Węgier rozszerzyło swoją strefę wpływów z obszarów od Cisy do Dunaju, aż do Transylwanii. W XIII wieku stała się ona częścią Węgier. Jednakże zachowały się pewne pozostałości po czasach przedmadziarskich, np. administracja znajdowała się w rękach wojewodów. Od 1288 roku transylwańska szlachta zbierała się na własnych zgromadzeniach.
W XII wieku, jak podają kroniki i tradycja, Szeklerzy (trzy kabarskie plemiona, które przyłączyły się do siedmiu madziarskich przebywających w Europie) osiedlili się we wschodniej Transylwanii – jako strażnicy granicznych stanic. W XIII wieku natomiast Niemcy znani później jako transylwańscy Sasi zostali zaproszeni do kolonizacji tej krainy – mieli rozbudowywać ośrodki miejskie i handlowe. Ich cytadelom Transylwania zawdzięcza późniejszą niemiecką nazwę, Siebenbürgen („Siedmiogród”).
W 1291 r. Andrzej III utworzył ogólne zgromadzenie (congregation generalis) czterech transylwańskich nacji w Alba Iulia, gdzie zbierała się szlachta, Saksonii, Szeklerzy i Wołosi (“Universis nobilibus, Saxonibus, Syculis et Olachis”). Każda z tych grup miała prawo do pewnej formy samorządu i militarnej organizacji. Wołosi żyli zorganizowani w województwa i czenaty – niektóre z nich otrzymały większy stopień autonomii wewnątrz Królestwa Węgier: Marmarosz, Hațeg, Făgăraș, Țara Oasului, Țara Moților itd. „Malowana Kronika” wspomina o Tomie i Dionizym, dwóm wojewodom transylwańskim, którzy nakłaniali Karola I Roberta do wojny z Basarabami. Inny rumuński wojewoda, Mikołaj, uratował życie króla podczas bitwy pod Posadą (1330). W 1343 roku Bogdan, „Vajvoda Valachorum de Maramorosio”, zbuntował się przeciwko królowi węgierskiemu i powołał do życia Mołdawię.
W 1364 roku zakończyła się pokojowa polityka Węgrów. Król Ludwik Węgierski rozpoczął działania represyjne, których celem było oczyszczenie struktur państwowych ze szlachty prawosławnej – oskarżając ją o bezbożność lub herezję. Na mocy dekretu z Turdy ich majątki zostały skonfiskowane na rzecz Kościoła rzymskokatolickiego. W tym czasie wiele wołoskich rodzin szlacheckich, chcąc zachować swój status, konwertowało się na katolicyzm i zostały w efekcie zmadziaryzowane. Los taki był udziałem m.in. rodów Hunyady, Kokenyesi, Nemes, Banfy, Kendeffy (przedtem Candea), the Dragfy (wcześniej Dragoș), Karacsony (wcześniej Craciun), Szaplonczay (wcześniej ‘Wolahay de Soponcza’) i Szarvaszarai (wcześniej ‘Wolahay de Zarwazo’).
W 1437 roku miała miejsce tzw. rewolta Bobâlna, w czasie której wołoscy i węgierscy chłopi, biedna szlachta i mieszczanie z Kluża zbuntowali się przeciwko panom feudalnym i proklamowali powstanie własnego państwa (universitas hungarorum et valachorum). W odpowiedzi transylwańska szlachta, mieszczanie saksońscy i Szeklerzy zawiązali sojusz wzajemnej pomocy, wymierzony przeciwko chłopskim rebeliantom. Do 1483 roku powstanie zostało stłumione. Później wspomniane wyżej grupy zawiązały tzw. Unio Trium Nationum, mającą na celu ochronę ich wspólnych przywilejów. Unia sprawiła, iż chłopi, będący przede wszystkim prawosławnymi Wołochami, zostali wykluczeni z politycznego i społecznego życia Transylwanii, będąc narodem tylko „tolerowanym”.

### Wołoszczyzna

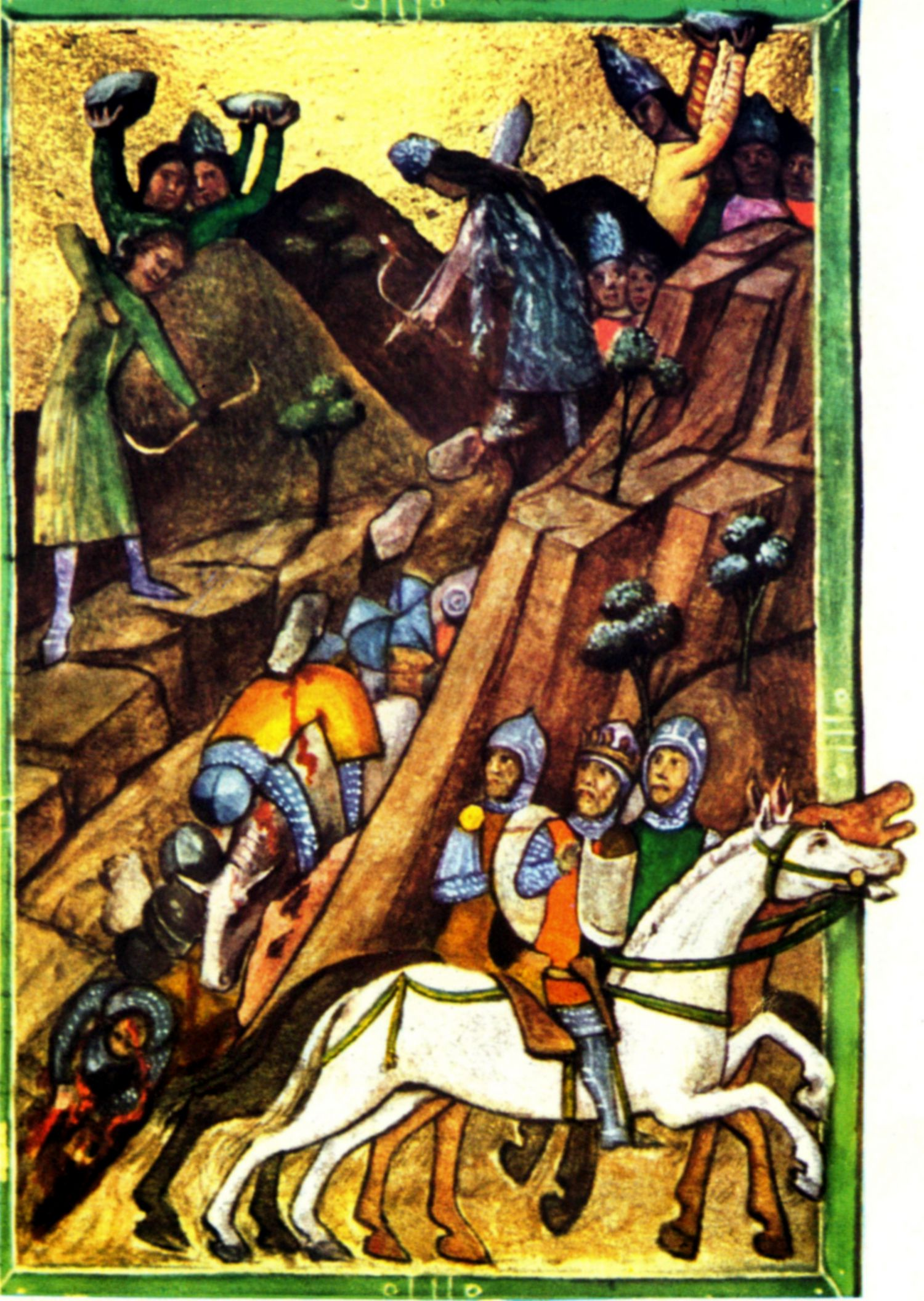
Średniowieczne przedstawienie bitwy pod Posadą

W końcu XII wieku część Wołoszczyzny stanowiła tereny należące do drugiego państwa bułgarskiego, rządzonego przez dynastię Asenowiczów. Pochodząca z 1241 roku perska kronika wspomina o kilku władcach Wołoszczyzny, takich jak Bezerenbam i Mishelav, oraz o kraju Ilauta. W 1247 roku Litovoi został wojewodą na prawym brzegu rzeki Aluta, podczas gdy na lewym jej brzegu, na terenach wołoskich, rządził Seneslav.
Książę wołoski Basarab I (ok. 1310–1352/1353), pomimo pokonania węgierskiego króla Karola I Roberta w bitwie pod Posadą w 1330 roku, stał się wasalem Królestwa Węgier w pierwszych latach swego panowania.

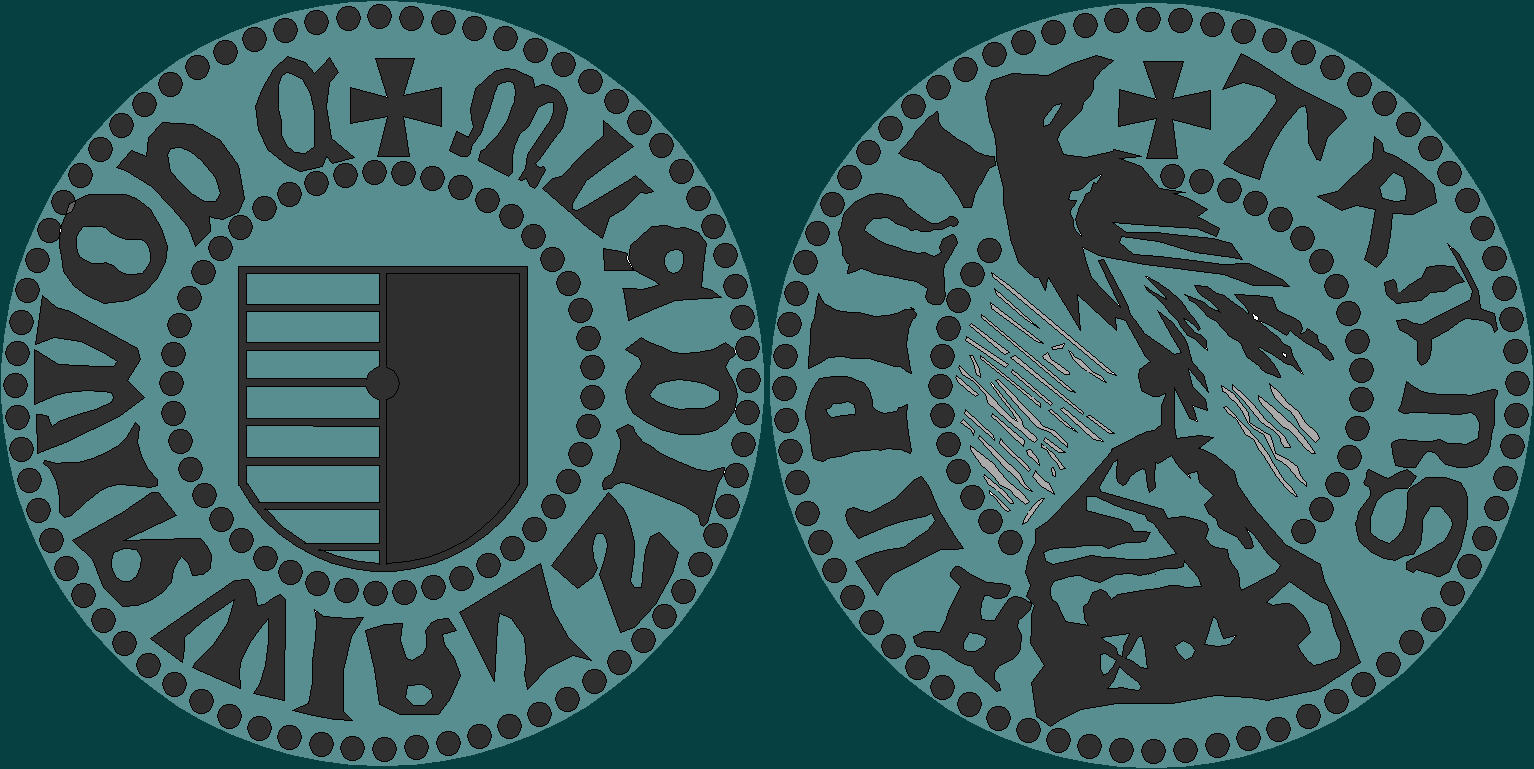
Monety hospodara wołoskiego Władysława I

### Mołdawia
Z roku ok. 1000–1100 n.e. pochodzi runiczna inskrypcja, Kamień ze Sjönhem, znaleziona na wyspie Gotland (Szwecja), opisująca śmierć skandynawskiego podróżnika Rothfosa, zamordowanego przez Blakumen („Wołochów”) podczas podróży nad Morze Czarne i do Konstantynopola. Natomiast w napisanej ok. 1190–1200 roku Pieśni o Nibelungach (Nibelungenlied)  znajduje się twierdzenie mówiące o istnieniu narodu i państwa wołoskiego.
W latach 1153–1187 polskie i ruskie kroniki opisywały wojnę prowadzoną przez Wołochów z halickim kniaziem Jarosławem Ośmiomysłem. Z 1164 roku natomiast pochodzi doniesienie o wzięciu do niewoli Andronika I Komnena, późniejszego cesarza bizantyjskiego, przez Wołochów. Andronik jechał wówczas na spotkanie z księciem kijowskim Jarosławem II. Z XII wieku pochodzi także relacja islandzkiego kronikarza Snorri Sturlusona (1179–1229), który napisał o kraju nazywanym przez niego Blakumannaland (czyli o państwie Wlachów (Wołochów) i Kumanów). W 1231 roku Wołosi pod przywództwem Ștefana, zostali sojusznikami króla węgierskiego Andrzeja II Arpadowicza, który próbował podbić Galicję. W 1241 roku miała miejsce wielka inwazja Mongołów, która dotknęła także tereny Mołdawii.
W 1247 roku franciszkanin Giovanni da Pian del Carpine w swoich pismach wspomniał o istnieniu wołoskiego wojewody, Olaha. W 1308 roku Ottokar ze Styrii pisał o wołoskim państwie i władcy rządzącym za Karpatami (aczkolwiek nie wiadomo gdzie konkretnie). Polski kronikarz Jan Długosz, również wspominał o Wołochach, którzy to przyłączyli się do polskiej wyprawy wojskowej przeciwko Brandenburgii w 1326 roku. Również Długosz pisze o udziale Wołochów (w terenów Mołdawii) w bitwie pod Grunwaldem. W roku 1340 natomiast mnisi bracia mniejsi napisali list do papieża Benedykta XII, w którym wspominali o wołoskim państwie, mającym swą stolicę w mieście Seret.
Arabski kronikarz Abulfeda pisał w 1321 roku, iż dzisiejsza południowa Ukraina (Budziak) oraz Besarabia są częścią „Al-Ualak” („Kraju Wołochów”), którzy z pomocą bułgarskiego możnowładcy Dobroticy (1348–1386), prowadzili walki z Genueńczykami o porty na Dunaju i Dniestrze. Z 1351 roku pochodzi opis legendy zawarty w Desciptio Moldaviae Dimitrie Cantemira. Jest to opowieść o wołoskim wojewodzie o imieniu Dragoș, pochodzącym z Marmaroszu, będącym założycielem bytu politycznego, dającego podwaliny dla późniejszego księstwa Mołdawii.
Lata 1359–1365 to okres powstawania Księstwa Mołdawskiego. Bogdan I przybył do Mołdawii z Marmaroszu, pozbawił władzy potomków Dragoșa i zbuntował się przeciwko Ludwikowi Węgierskiemu (królowi Węgier i Polski), ustanawiając samodzielną Mołdawię.
Wołoszczyzna i Mołdawia rozwijały się stale w XIV wieku – okres ten był czasem pokoju i rozwoju dla całej Europy południowo-wschodniej. Patriarcha prawosławny ustanowił na Wołoszczyźnie biskupstwo metropolitalne, a w 1380 roku księstwo to wyzwoliło się spod władzy Andegawenów.
Książęta zarówno Wołoszczyzny, jak i Mołdawii, zgodnie z panującym w niemal całej Europie stosunkami feudalnymi, posiadali władzę niemal absolutną. Władca taki jako jedyny posiadał prawo do nadawania ziemi i potwierdzania szlachectwa. Od XIV do XVII wieku historia księstw zamyka się w pozbawianiu poszczególnych książąt władzy przez rywalizujące frakcje, wspierane często przez siły obce. Bojarzy nie płacili większości podatków, a wieśniacy, pomimo obowiązku przekazywania części swoich dochodów lokalnej szlachcie, nie byli tak dyskryminowani, jak chłopi pańszczyźniani w innych krajach Europy. Mieli oni prawo do własności prywatnej i do osiedlania się wedle własnej roli.

## Zwierzchność osmańska

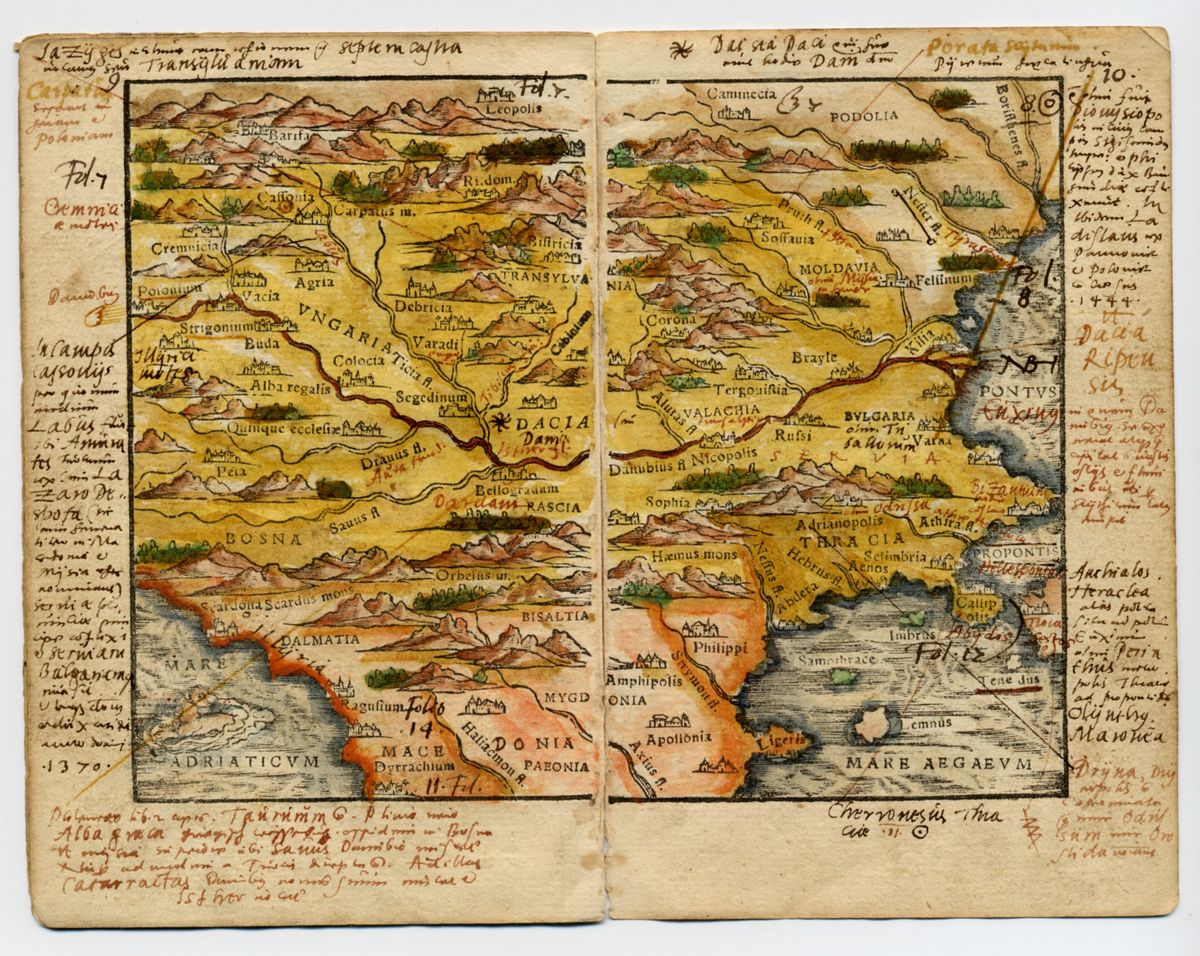
Europa południowa i środkowa, mapa opublikowana w 1542 przez Johannesa Hontera (Honterusa) w jego Rudimenta Cosmographica

W XIV wieku Imperium Osmańskie rozszerzyło swój stan posiadania. Państwo to rozciągało się od Anatolii po Bałkany. Turcy przekroczyli Bosfor w 1352, po czym w 1389 roku pokonali Serbów podczas bitwy na Kosowym Polu (znajdującym się w dzisiejszym Kosowie). Zgodnie z tradycyjnymi przekazami, wołoski książę Mircea cel Bătrân (rządził w latach 1386–1418) wysłał część swego wojska, wspierając w ten sposób Serbów. Wkrótce po bitwie sułtan Bajazyd I wkroczył na Wołoszczyznę i więził Mirczę do czasu, aż ten zobowiązał się płacić mu haracz. Państwo Mirczy wpływało nawet na tereny na południe od Dunaju, jednak podbicie królestwa Bułgarii przez Bajazyda I w 1393 roku położyło temu kres. Rok później sułtan ponownie przekroczył Dunaj i najechał Wołoszczyznę, jednak jego armia poniosła tym razem klęskę – 10 października 1394 roku w bitwie pod Roviną. Na podstawie układu o sojuszu z Zygmuntem Luksemburskim Mircza wysłał swe oddziały, aby wzięły udział w organizowanej przez Zygmunta krucjacie. Kampania ta zakończyła się klęską – Turcy pokonali siły chrześcijańskie w 1396 roku w bitwie pod Nikopolis.
Zachęceni tym zwycięstwem Turcy ponownie najechali Wołoszczyznę w roku następnym. Mircea ponownie powstrzymał inwazję, zmuszając armię turecką do wycofania się za Dunaj. Podobnie zakończyła się kolejna próba zajęcia przez nich Wołoszczyzny w 1400 roku.
W 1402 roku Wołoszczyzna na pewien czas została uwolniona od niebezpieczeństwa ze strony państwa osmańskiego. W tymże roku wódz Mongołów, Timur (nazywany także Tamerlanem), zaatakował Turków ze wschodu, zabił sułtana i rozpoczął wojnę domową. W efekcie tego Mircza mógł odnowić swą władzę na terenami Dobrudży, leżącymi za Dunajem. Jednak gdy sytuacja się uspokoiła, Imperium osmańskie ponownie rozpoczęło wywieranie nacisku na Wołoszczyznę. W 1417 roku Mircea zgodził się płacić sułtanowi Mehmedowi I roczny trybut w wysokości 3000 złotych monet, czym kupił sobie stosunkową niezależność.
Po śmierci Mirczy w 1418 roku Wołoszczyzna i Mołdawia popadły w poważny kryzys. Walki sukcesyjne oraz intrygi polskie i węgierskie, jak również procesy korupcyjne, spowodowały, iż na tronie zmieniło się jedenastu książąt w ciągu 25 lat, co niezwykle osłabiło struktury państwowe. W 1444 roku Turcy pokonali siły rycerstwa europejskiego w bitwie pod Warną, leżącą na terenie dzisiejszej Bułgarii. Gdy padł w 1453 roku Konstantynopol, imperium osmańskie odcięło dostęp genueńskim i weneckim statkom do Morza Czarnego.
W tym samym czasie Jan Hunyady (ze znamienitego siedmiogrodzkiego rodu) został władcą Węgier. Hunyady, bohater walk z Turkami, zmobilizował przeciwko nim Węgrów, tworząc oddziały armii zaciężnej, opłacane z podatku nałożonego po raz pierwszy na szlachtę węgierską. Odniósł zwycięstwo w 1456 roku podczas oblężenia Belgradu. Jednak zmarł wkrótce potem, zarażony chorobą zakaźną.
Vlad III Dracula (nazywany także Vlad Țepeș (czyt.: Cepesz), Vlad Palownik) zasiadał trzykrotnie na tronie wołoskim: w 1448, 1456–1462 i w 1476. Nienawidził on Turków; rozwścieczył sułtana, odmawiając mu płacenia haraczu. W 1461 roku Hamsa Pasza próbował zastawić na niego pułapkę, jednak wołoski książę odkrył jego zamiary, schwytał Hamsę i jego ludzi, na następnie powbijał na drewniane pale. Sułtan Mehmed II najechał później Wołoszczyznę i zmusił Vlada do ucieczki na Węgry. Vlad powrócił w końcu do ojczyzny, jednak zmarł niedługo potem, a opór wobec Turków osłabł.
Mołdawia i jej hospodar Ștefan cel Mare (Stefan III Wielki, rządził w latach 1457–1504) była księstwem, w którym pokładano ostatnią nadzieję na powstrzymanie tureckiej nawały. Stefan zarządził zaciąg do wojska pośród mołdawskich chłopów, co powiększyło jego armię do 55 tys. Uczynił to w celu odrzucenia inwazji króla węgierskiego Macieja Korwina. Udało się pokonać węgierskie siły podczas bitwy pod Baia. Armia Stefana wkroczyła następnie w 1471 roku i zaatakowała tam Turków. Ci odpowiedzieli w 1473 i 1474 roku. W styczniu 1475 imperium osmańskie poniosło wielką klęskę podczas bitwy pod Vaslui, gdzie poległo ok. 45 tys. Turków. Po tym zwycięstwie Stefan zwrócił się do papieża Sykstusa IV, ażeby ten stworzył chrześcijański sojusz antyturecki. Papież odpowiedział listem, w którym nadał hospodarowi tytuł Athleta Christi, ale było to wszystko, co zaoferował mołdawskiemu władcy. W czasie ostatniej dekady rządów Stefana napór Turków wzmógł się. Zajęli oni port na Morzu Czarnym w 1484 roku i spalili ówczesną mołdawską stolicę, Suczawę w 1485. Odpowiedzią Stefana było zwycięstwo w 1486 roku. Potem zajął się dyplomacją, usiłując stworzyć chrześcijański sojusz wymierzony przeciwko Turkom. Sfrustrowany niepowodzeniem w tej materii, na łożu śmierci polecił swemu synowi, aby ten zaakceptował ewentualną propozycję honorowej podległości Osmanom. Po jego śmierci walki sukcesyjne osłabiły Mołdawię.

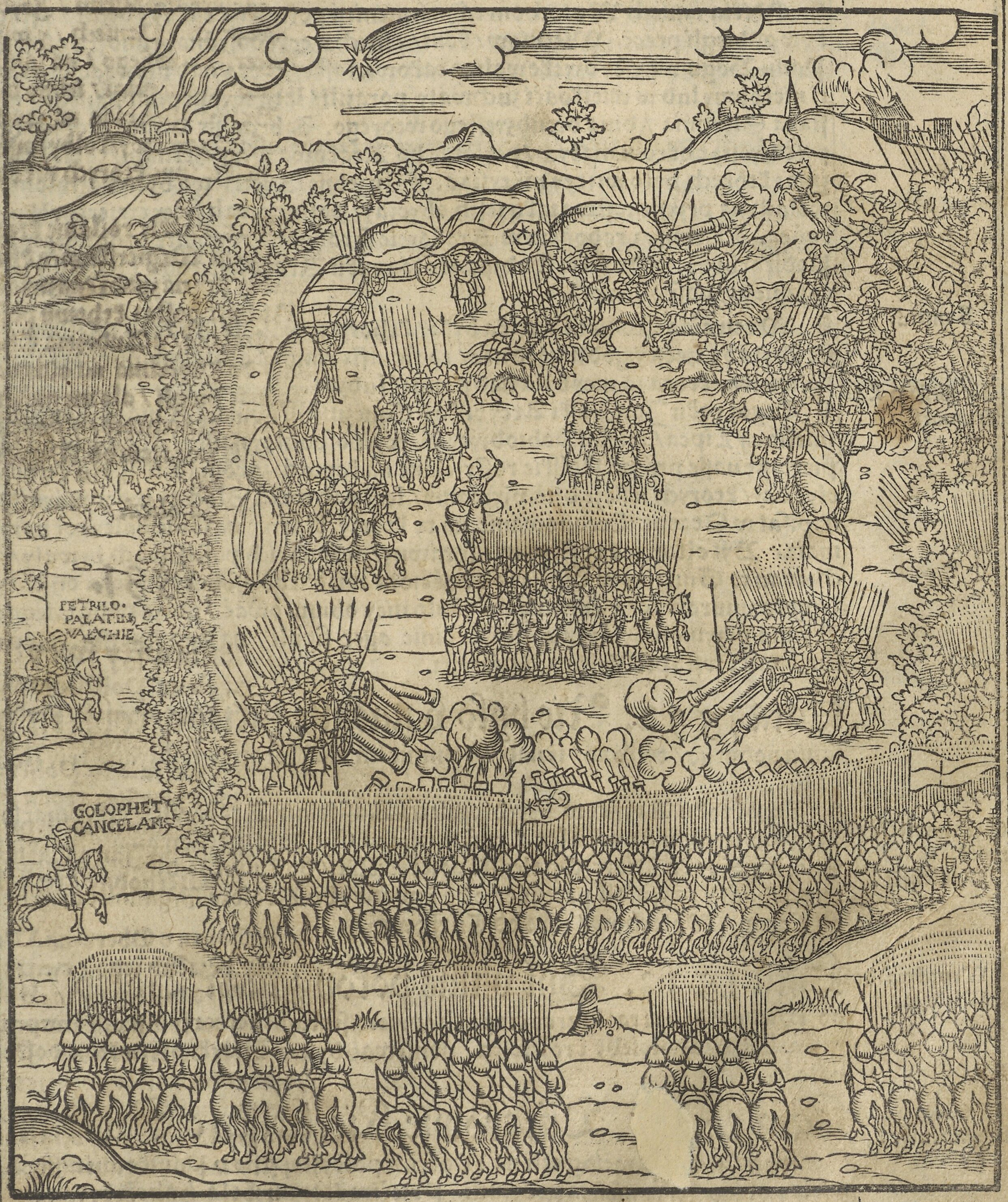
Mołdawska armia podczas bitwy pod Obertynem w 1531 r.

Wydarzeniem, które położyło kres pewnym przywilejom organizacyjnym Wołochów w Transylwanii, była rewolta chłopska pod przywództwem Szeklera György Dózsy. W 1514 roku stanął on na czele oddziałów, które pustoszyły posiadłości szlacheckie na Węgrzech i w Transylwanii. Pomimo jednak swojej liczności, chłopi byli często źle zorganizowani i kiepsko dowodzeni. Decydująca okazała się bitwa pod Timișoarą, która zakończyła się porażką rebeliantów. Straszne okazały się represje, które urządził po upadku powstania Jan Zápolya (opisał je w utworze Stavromachia Staphanus Taurinus z Ołomuńca). Z powodu udzielenia poparcia powstaniu przez większość Wołochów (zwłaszcza w Marmaroszu) zniesiono ich przywileje samorządowe i organizacyjne. Dózsa i inni przywódcy rebelii byli torturowani, a później zabici. Węgierscy panowie wydali natomiast zarządzenia, które zmieniły sytuację chłopów – zostali oni przypisani do ziemi, zwiększono także ich powinności pańszczyźniane.
Burzliwą sytuację na Węgrzech postanowili wykorzystać Turcy, którzy zniszczyli Belgrad w 1521, pokonali węgierską armię w bitwie pod Mohaczem w 1526 roku. Następnie zajęli Budę (która obecnie połączona jest z Pesztem i stanowi część stolicy Węgier) w 1541. Turecki pasza został władcą środkowych Węgier, a Transylwania stała się autonomicznym księstwem pod zwierzchnictwem osmańskim. Habsburgowie otrzymali część północną i zachodnią królestwa Węgier.
Po upadku Budy Transylwania, pomimo że była wasalem, otrzymała szeroką autonomię. Płaciła trybut Turkom i zobowiązana była udzielać im wsparcia militarnego w ich wyprawach. W zamian za to otrzymywała ochronę przed zewnętrznymi zagrożeniami. Rodzimi książęta rządzili Siedmiogrodem od 1540 do 1690 roku. Transylwańskie rodziny rządzące, przede wszystkim węgierskiego pochodzenia, których pozycja paradoksalnie wzmocniła się po upadku Węgier, wybierały rządzącego, który musiał zostać zatwierdzony przez tureckiego suwerena. W pewnych przypadkach jednak Turcy sami umieszczali na tronie własnego kandydata. Izba Transylwańska stała się parlamentem; odnowiona została także Unio Trium Nationum, która wciąż nie dopuszczała do władzy chłopów i nie-katolików. Książęta siedmiogrodzcy dbali o to, aby transylwańscy Wołosi byli oddzieleni od swych pobratymców zamieszkujących Wołoszczyznę i Mołdawię. Zabroniono także prawosławnym kapłanom przemieszczania się z terenów Wołoszczyzny do Transylwanii.
Po upadku Węgier na terenach Transylwanii szybko rozprzestrzeniała się reformacja. Siedmiogrodzcy Niemcy przyjęli luteranizm, natomiast Węgrzy przyjmowali kalwinizm. W 1571 roku Izba Transylwańska uchwaliła prawo gwarantujące wolność wyznania i równe prawa dla czterech religii: rzymskiego katolicyzmu, luteranizmu, kalwinizmu i unitarianizm. Był to jeden z pierwszych tego typu aktów prawnych, jednakże równość religii była ograniczona. Ludność prawosławna mogła wyznawać swą religię, jednak ich wyznanie nie było uprzywilejowane.
Po zajęciu Budy Turcy nałożyli większe trybuty na Wołoszczyznę i Mołdawię. Dodatkowo, zgodnie z obowiązującym zwyczajem, zaczęli wywozić krewnych panujących książąt jako zakładników do Konstantynopola. Miało to na celu zapewnienie sobie lojalności rządzących.

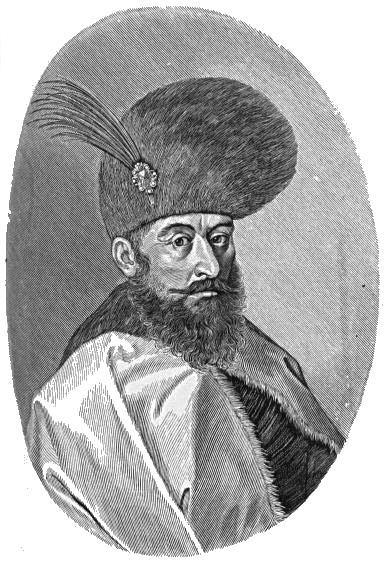
Michał Waleczny (1558–1601), Pan Wołoszczyzny, Transylwanii i Mołdawii

Jednym z ostatnich wielkich opisywanego okresu był wołoski władca Michał Waleczny (Mihai Viteazul, 1558–1601, rządził w latach 1593–1601). Za pomocą sprytu i przekupstwa został on księciem wołoskim, umieszczonym na tronie przez samych Turków. Zaraz tylko, gdy objął władzę, otoczył zbierających haracz Osmanów, zamknął ich w budynku, który następnie kazał podpalić. Jego wojska zajęły następnie kilka znaczących tureckich twierdz. Ostatecznym celem Michała była zrzucenie lenna tureckiego, jednak w 1598 roku złożył hołd cesarzowi Rudolfowi II Habsburgowi. Rok później Michał zajął Transylwanię, a jego zwycięstwo doprowadziło do kolejnej rewolty chłopskiej na terenie Siedmiogrodu. Michał był jednak bardziej zainteresowany uzyskaniem poparcia tamtejszej szlachty, niż wspieraniem chłopstwa. Z tego powodu zdusił powstanie i podtrzymał Unię Trzech Narodów. Pomimo tego szlachta wciąż nie darzyła go zaufaniem.
W 1600 roku Michał podbił Mołdawię. Ten sukces zaniepokoił Rudolfa Habsburga. Nakłonił on więc siedmiogrodzką szlachtę do wszczęcia rewolty przeciwko władcy. W tym samym czasie Polska zaatakowała Mołdawię. Michał skupił swe siły na Wołoszczyźnie, przeprosił Rudolfa i zgodził się przyłączyć do jego generała, Giorgio Basty w wyprawie przeciwko zbuntowanym węgierskim panom w Transylwanii. Po zwycięstwie w tej kampanii Michał został zamordowany na rozkaz Basty. Jednakże krótkotrwałe zjednoczenie tych ziem zainspirowało w XIX w. elity wołoskie do walki o kulturową i polityczną jedność, co w rezultacie doprowadziło do powstania państwa Rumunia.
W Transylwanii armia Basty rozpoczęła prześladowania protestantów, zagarniając ich własność do czasu, aż István Bocskay, były zwolennik Habsburgów, zebrał armię, której udało się wyprzeć siły cesarskie. W 1606 zawarł on traktaty z Habsburgami i Turkami, które zapewniły mu tytuł księcia Transylwanii, zagwarantowały tam wolność religijną i rozszerzyły niezależność Siedmiogrodu.
Po śmierci Bocskaya i rządach tyrana Gabriela Batorego (1607–1613), Turcy wprowadzili na tron transylwański Gábora Bethlena (1613–1629). Czas jego „oświeconego despotyzmu” uważa się za „złoty okres” w historii Siedmiogrodu. Władca promował rozwój rolnictwa, handlu, przemysłu, zakładał nowe kopalnie, wysyłał młodzież na zachodnie protestanckie uniwersytety. Zabronił także panom ziemskim uniemożliwiania uzyskiwania wykształcenia dzieciom chłopów.
Gdy Bethlen umarł, Izba Transylwańska zniosła większość z jego reform. Wkrótce potem Jerzy I Rakoczy (rządził 1630–1640) został księciem. Ten władca, podobnie jak jego poprzednik, wysłał transylwańskie wojska do walki po protestanckiej stronie w czasie wojny trzydziestoletniej, dzięki czemu Siedmiogród został wymieniony jako niepodległe państwo w tekście pokoju westfalskiego. Transylwańska złota era zakończyła się po zaatakowaniu Polski przez Jerzego II Rakoczego (rządził 1648–1660), który był sojusznikiem Szwedów w czasie potopu szwedzkiego. Nie uzyskał on jednak na to zgody Turków ani Izby Transylwańskiej. W lipcu 1657 Rakoczy został zmuszony przez polską armię koronną do kapitulacji pod Czarnym Ostrowem i zerwania sojuszu ze Szwecją.
Tureckie i tatarskie wojska uderzyły na siły Rakoczego i zajęły Transylwanię. Rakoczy zginął w walkach o tron siedmiogrodzki – został ciężko ranny w bitwie pod Florești/Gilău koło Kluża. Transylwania utraciła swą względną niezależność, a na jej tronie zasiadło kilku słabych i uległych władców.